# Narlıören
Narlıören ist ein Ortsteil (Mahalle) im Landkreis Yumurtalık der türkischen Provinz Adana mit 350 Einwohnern (Stand: Ende 2024). Im Jahr 2011 zählte Narlıören 367 Einwohner.